# 瞿兌之
瞿 兌之（く たいし、1894年 – 1973年8月28日）は、中華民国・中華人民共和国の歴史学者（中国古代史など）・文学者・官僚。名は宣頴。字は兌之。後に益鍇と改名。号は銖庵。晩号は蛻園。歴史学者・文学者として活動する一方で、北京政府や中華民国臨時政府、南京国民政府（汪兆銘政権）華北政務委員会では官僚をつとめた。祖父は清末における軍機大臣・外務部尚書の瞿鴻禨。

## 事績

### 北京政府・蒋介石国民政府での活動
復旦公学（復旦大学）で文学士を取得。1920年（民国9年）9月22日、交通部秘書室弁事に就任し、1922年（民国11年）に国務院秘書署理となった。翌1923年（民国12年）1月9日、国務院秘書に正式に任命され、以後、北京政府の崩壊まで在任したと見られる。1926年（民国15年）7月22日には国史編纂処処長
、11月18日には印鋳局局長署理を兼任した。
国民政府でも、瞿兌之は河北省政府秘書長や内政部秘書を歴任している。官僚として活動する一方、私立南開大学や国立北平師範大学、私立燕京大学、私立北京輔仁大学で講師となる。燕京大学歴史系では1928年に「歴代風俗制度」という課目を設置し、中国史上における平民の生活状況について講義した。

### 親日政権での活動
王克敏らが中華民国臨時政府を創立した後の1938年（民国27年）10月21日、瞿兌之は行政委員会秘書（行政委員会委員長：王克敏）として任用される。同年12月26日には早くも同委員会秘書長に抜擢された。臨時政府時代において、瞿は新民印書館の監査役にも就任している。なお、日本敗戦時の1945年8月時点でも、瞿はこの地位に在ったことが確認できる。1940年1月に創刊された雑誌『中和月刊』の主幹にもなった。
1940年（民国29年）3月30日、南京国民政府（汪兆銘政権）に臨時政府が合流し、華北政務委員会に改組される。この時、王克敏が同委員会委員長になったが、臨時政府行政委員会秘書長を改組したと考えられる同委員会秘書庁庁長は、同年5月4日に王が兼任することになる。そのため、同委員会が成立した時点における瞿兌之の正確な地位は不明である。しかし6月6日、王克敏が汪兆銘（汪精衛）らとの対立の末に華北政務委員会委員長などから辞任に追い込まれると、同日に瞿が秘書庁庁長代理に任命された。7月17日には庁長に正式に任命されている。
翌1941年（民国31年）5月、国立華北編訳館が設立され、瞿兌之が館長として起用された。同年7月5日、瞿は秘書庁庁長を辞職しており、これにより編訳館館長専任になったと見られる。1944年（民国33年）10月25日、新たに発足した中日文化協会華北総分会の監事に就任した。

### 中華人民共和国での活動
日本敗戦後、瞿兌之は漢奸として逮捕・訴追されることは無かった。しかし、親日政権参加への後悔の念は強く、その意思につき晩号「蛻園」を用いることで示した。戦前に赴任していた南開大学・燕京大学・輔仁大学に復帰して教鞭をとっている。1949年以後は上海市に移り、中華書局上海編集所（通称：「中華上編」）で特約編輯（特別契約編集者）となった。また、上海市徐匯区で第2期から第4期の特別招待政治協商会議委員に選出されている。
しかし文化大革命が起きると、1968年9月11日に瞿兌之は突然逮捕された。同年11月20日、親日政権参加の経歴や毛沢東・林彪・江青への「侮辱的言動」などを理由として、上海市検法軍事管制委員会において懲役10年の判決を言い渡された。瞿は上海市提籃橋監獄に収監され、1973年8月28日、気管支炎などにより獄死した。享年80。

## 著書
- 『漢代風俗制度史』（前編、広業書社、1928年; 上海文芸出版社、1991年）
- 『方志考稿』甲集六編（1930年）
- 『長沙瞿氏家乗十巻』（1934年）
- 『中国駢文概論』（世界書局、1934年）
- 『北平史表長編』（国立北平研究員史学研究会、1934年）
- 『汪輝祖伝述』（商務印書館、1935年）
- 『同光間燕都掌故輯略』（世界書局、1936年）
- 『中国歴代社会史料叢鈔』甲輯三冊（商務印書館、1938年; 上海書店、1985年）
- 『杶廬所聞録・養和室随筆』（遼寧教育出版社、1997年）

ほか多数